# آلومینیم فلورید
آلومینیوم فلورید(به انگلیسی: Aluminum fluoride) یک ترکیب معدنی است که با فرمول AlF3 مشخص می‌شود از هم خانواده‌های این ترکیب‌ها می‌توان آلومینیوم هیدروکسید و هیدروژن فلورید را نام برد.